# Donato Bramante
Donato Bramante (1444 – 11 tháng 3 năm 1514) là một kiến trúc sư người Ý, người đã giới thiệu kiến trúc Phục Hưng tới Milan và phong cách High Renaissance tới  Rome. Bản thiết kế Vương cung thánh đường Thánh Phêrô của ông đã trở thành căn bản cho thiết kế sau này của Michelangelo. Bản thiết kế Tempietto (San Pietro in Montorio) đánh dấu sự bắt đầu của High Renaissance tại Rome (1502) khi Giáo hoàng Giuliô II chỉ định ông xây dựng một thánh đường ngay tại nơi Phêrô đã bị đóng đinh câu rút.

## Các tác phẩm kiến trúc chính
- Santa Maria presso San Satiro, Milan, khoảng 1482–1486
- Santa Maria delle Grazie (cloister and apse); Milan, 1492–1498
- Palazzo Caprini (cũng được biết đến với cái tên Nhà của Raphael), Rome, bắt đầu khoảng 1510 (bị phá hủy vào thế kỷ 17)
- The Tempietto, San Pietro in Montorio, Rome, 1502
- Santa Maria della Pace (cloister); Rome, 1504
- St. Peter's Basilica, Rome, thiết kế năm 1503, khởi công năm 1506
- Cortile del Belvedere, Vatican City, Rome, 1506..

## Sách tiểu sử
- Ackerman, James (1954). The Cortile del Belvedere. Vatican City: Biblioteca aspostolica vaticana. OCLC 2786997.
- Bruschi, Arnaldo (1977). Bramante. London.{{Chú thích sách}}:  Quản lý CS1: địa điểm thiếu nhà xuất bản (liên kết)
- Davies, Paul; Hemsoll, David (1996). "Bramante, Donato", vol. 4, pp. 642–653, in The Dictionary of Art, 34 volumes, edited by Jane Turner. New York: Grove. ISBN 9781884446009. Also available at Oxford Art Online, revised and updated ngày 31 tháng 3 năm 2000; bibliography updated ngày 26 tháng 5 năm 2010 (subscription required).
- Evans, Robin (1995). The Projective Cast: Architecture and Its Three Geometries. Cambridge.{{Chú thích sách}}:  Quản lý CS1: địa điểm thiếu nhà xuất bản (liên kết)
- Frommel, Christoph Luitpold (1973). Der Römische Palastbau der Hochrenaissance. Tübingen.{{Chú thích sách}}:  Quản lý CS1: địa điểm thiếu nhà xuất bản (liên kết)
- Frommel, Christoph Luitpold (2007). The Architecture of the Italian Renaissance. London.{{Chú thích sách}}:  Quản lý CS1: địa điểm thiếu nhà xuất bản (liên kết)
- Lotz, Wolfgang (1996). Architecture in Italy 1500–1600. London.{{Chú thích sách}}:  Quản lý CS1: địa điểm thiếu nhà xuất bản (liên kết)
- Heydenreich, Ludwig H. (1996). Architecture in Italy 1400–1500. London.{{Chú thích sách}}:  Quản lý CS1: địa điểm thiếu nhà xuất bản (liên kết)
- Thoenes, Christof. Sostegno e Adornamento. Milan, 1998.{{Chú thích sách}}:  Quản lý CS1: địa điểm (liên kết)
- Fortunato, Giuseppe (2010). "The role of architectural representation for the analysis of the built. The 3d survey of San Pietro in Montorio's temple in Rome". Acts of X Congreso Internacional expresiòn gràphica aplicada a la edificacìon, Alicante,Editorial Marfil", S.A. ISBN 978-84-268-1528-6.